# 長葯隔蜘蛛抱蛋
長葯隔蜘蛛抱蛋（學名：Aspidistra longiconnectiva C.T. Lu, K.C. Chuang & J.C. Wang）為天門冬科蜘蛛抱蛋屬下之一種，2020年由呂長澤等人發表於《Taiwania》期刊。該報告為台灣產蜘蛛抱蛋屬物種的修訂，根據此報告分類處理，台灣目前共有4個分類群，而長葯隔蜘蛛抱蛋為新種。
長葯隔蜘蛛抱蛋模式標本採集於南投縣仁愛鄉，全模式（holotype）存放於國立台灣師範大學植物標本館（TNU），複模式（iostype）存放於國立臺灣大學植物標本館（TAI）。
與霧社蜘蛛抱蛋（A. mushaensis Hayata）相似，但本物種的根莖（rhizome）較粗，約1.5 公分，且花被裂片（ perianth-lobe）裂的更深，約 1.4-1.5 公分長。關鍵特徵為長葯隔蜘蛛抱蛋的花葯具有明顯的葯隔。

### 生態特性
至今，長葯隔蜘蛛抱蛋僅發現於台灣南投縣仁愛鄉的惠蓀林場，其族群生育地為海拔 800 公尺左右，次級常綠闊葉林，林下遮蔽處的碎石坡。花期為4-5月，模式標本的族群開花數低於 50 朵。根據IUCN紅皮書物種名錄的分級標準，此物種的瀕危等級應歸類為極危（CR, Critically Endangered）等級。